# الفأر أبيض الذيل
الفأر أبيض الذيل
فأر أبيض الذيل بالإنجليزية (White-tailed rat): هو العضو الوحيد من فصيلة Mystromyinae من عائلة Nesomyidae في بعض الأحيان بتم وضع هذا النوع ضمن فصيلة Cricetinae بسبب وجود تشابه في المظهر بينه وبين جرذ الهامستر hamsters, لكن دراسات النشوء والتطور أكدت أنه لا ارتباط وثيق بين المجموعتين, يقتصر تواجد فأر الذل الأبيض في منطقة السافانا والأراضي العشبية في أفريقيا الجنوبية وسوازيلاند, تميل إلى السكن في الجحور وتشققات التربة نهاراً والخروج ليلاً, تأكل مواد نباتية مثل البذور كما أنها معروفة بمهاجمتها للحشرات, على عكس الهامستر.
مترجم من White-tailed Rat